# 深圳通
深圳通是通用於中國廣東省深圳市的非接觸式智能卡系統，由深圳市深圳通有限公司發行。最初為僅適用於公共巴士的智能IC卡，自2004年12月28日深圳地鐵開通以來，其應用範圍已逐步拓展至各種公共交通工具。深圳通曾也可用於在超市、便利店、快餐店消費等小額支付領域，惟於2024年4月28日停止小額支付服務。目前，深圳通二維碼業務已在深圳公交及地铁全線使用。
2019年9月16日，深圳通正式推出带有“交通联合”标志的“深圳市全国交通一卡通（岭南通·深圳通）”，既可在深圳市公共交通工具和部分零售商户使用，也可在全国300多个互联互通城市使用，該卡同時屬於在深圳发行的首批「嶺南通·深圳通」，但該卡並不具備嶺南通應用。

## 經營狀況
目前，深圳通累計發卡2600萬張，手機深圳通用戶達到160萬，成為國內發卡量和使用量最大的“交通移動支付”應用。為方便市民辦理“深圳通”卡，深圳通在建設7個自營客服網點的基礎上，還在地鐵沿線站內設立了43個便民服務網點，並結合便利店、郵政支局、郵政代辦所等服務網點，共在全市布建了5500多個銷售點。據介紹，深圳通已在地鐵站等投放一批自動售卡機，進一步方便市民自助購卡，拥有官方移动应用“鹏淘”（原“小魚支付”）。
深圳通公司与深圳市邮政局合作，开通学生卡办理业务，同时由深圳邮政参与“深圳通”小额支付平台的市场推广和运营。
2012年9月，深圳通有限公司與八達通卡有限公司宣布推出二合一聯名卡-「互通行」（漢語拼音：Hu Tong Xing），首批限量版於2012年9月4日發行，香港普通版將於9月11日於香港和深圳兩地同時發售。。至於深圳普通版「互通行」卡，原先預計於2012年年底推出，但事實上深圳普通版「互通行」卡是直至2014年1月才開始發售。諷刺的是深圳地區初期是發售香港普通版「互通行」卡，但其後在香港有少部份港鐵車站卻有深圳普通版「互通行」卡發售，至2016年2月，為配合前海深港現代服務業合作區之發展，「互通行」卡推出了「互通行·前海」，於深圳地鐵1號線羅湖站、世界之窗站及大新站之「深圳通便民服務點」發售。
於2012年12月28日，深圳通與嶺南通正式達成合作協議，將於2013年年中試推出「嶺南通·深圳通」，並計劃於2013年年底讓所有深圳通自動升級為嶺南通。但是直到2014年尚未推出销售。由于早期（2007年前）發行的“深圳通”及「互通行」卡，均與“岭南通”使用不同芯片，故不能直接升级为岭南通，只有後期采用英飛凌芯片標準的Type A卡版本的深圳通才有望跟岭南通兼容，不過嶺南通用於深圳通設備預計於2014年年底測試完成，於2015年2月嶺南通於深圳公交上的深圳通設備上使用。唯要一直至2019年9月16日深圳通正式推出帶有“交通联合”標誌的“深圳市全国交通一卡通”後才在該卡實現與嶺南通互通。

## 發展更新
- 2004年12月28日，深圳地铁公司发行了一种可以用来乘坐地铁的深圳通。此种卡可以用来乘坐小巴（但经常不能使用），但旧版的公交IC卡不能用来乘坐地铁（由深圳市交通局於2002年至2004年間發行的深圳通卡則可乘坐深圳地鐵）。
- 2005年底，深圳通改由深圳通有限公司统一发行并启用，新型的深圳通是一张集地铁储值卡、公交IC卡、出租车和商场小额消费功能于一身的IC型储值卡。
- 2006年，深圳市采用深圳通取代原来的公交IC卡。2006年5月开始，可以在相关地点办理换卡手续，而6月15日以后公交IC卡将退出使用。
- 2007年1月1日，深圳通首次推出地铁与地面公交换乘优惠，凡刷深圳通卡在78条公交线路与地铁之间换乘，可享受2角的票价优惠。
- 2007年6月1日至2009年7月23日，深圳通与7-Eleven便利店合作推出以下各项业务[8][9]：
  - 消费，市民可持深圳通卡直接刷卡购买店内商品。
  - 充值，每间店铺均可为市民提供深圳通卡的现场充值服务。
  - 购卡，每间店铺均有深圳通卡陈列销售。
- 2007年12月1日，深圳公交巴士全面调价[10]，深圳通在特区内的大部分巴士上都可使用，且可以享受到一定的折扣优惠：
  - 票价3元以下（含3元）部分8折优惠
  - 3元以上6元以下（含6元）部分7.5折优惠
  - 6元以上部分6.5折优惠
- 2009年7月，深圳通总发卡量突破600万张。
- 2009年9月，“深圳通”通达范围进一步扩大到出租车。
- 2011年6月，與中國移動深圳分公司合作的手機深圳通正式發行，號碼所屬地在深圳的中國移動手機用戶可於各移動服務廳換取手機深圳通卡(無需更換手機號碼)，便可使手機兼具深圳通功能而無需額外攜帶深圳通卡片。
- 2011年12月，中國聯通手機深圳通正式推出。
- 2012年9月，深圳通有限公司與八達通卡有限公司宣布推出二合一聯名卡-「互通行」。
- 2012年12月28日，深圳通有限公司與廣東嶺南通股份有限公司達成合作協議，將於2013年正式加入嶺南通[11]。
- 2016年2月，為配合前海深港現代服務業合作區之發展，「互通行」卡推出了「互通行·前海」[5]。
- 2018年1月19日，深圳通二维码正式上线，深圳所有公交线都可以刷二维码乘坐公交车[1]。
- 2019年9月16日，深圳通正式推出带有“交通联合”标志的“深圳市全国交通一卡通（岭南通·深圳通）”，該卡同時正式接上嶺南通系統。事實上，深圳通有限公司早於2012年12月與廣東嶺南通股份有限公司達成合作協議於2013年正式加入嶺南通，但一直未有兌現，直至2019年9月深圳推出带有“交通联合”标志的“全国交通一卡通”後才正式加入嶺南通。
- 2020年3月6日，深圳地铁全线网支持微信深圳通+小程序，打开深圳通APP／微信深圳通+小程序／i深圳APP，根据车站指引标识选择指定闸机，即可扫码进出车站，该支付方式暂不享受折扣优惠，计费规则与地铁单程票一致[12]。
- 2022年4月，因应2019冠状病毒病疫情，乘坐深圳公交车需进行防疫扫码核验，深圳通APP／微信深圳通+小程序加入防疫出行“一码通行”功能[13]。
- 2023年6月1日，「一碼通深港」正式推出，香港和深圳用戶可使用深圳通、支付寶香港和支付寶任何一個應用程式，透過掃描乘車碼付款來乘坐兩地的巴士、深圳地鐵及港鐵[14]。
- 2023年8月30日，八达通与深圳通联合推出“深港一卡通”，该卡具有符合交通联合卡标准的深圳通电子钱包和八达通电子钱包，分别使用人民币和港币充值。“深港一卡通”可在深圳通客户端、自营客服网点、深圳地铁口岸站（罗湖、福田、皇岗口岸、蛇口港、文锦、莲塘口岸、福田口岸）及口岸站自助终端，以及邮政53个支局营业网点购买。[15]
- 2024年4月28日，深圳通公司根据国务院令第768号《非银行支付机构监督管理条例》相关要求，停止小额消费服务。[16]
- 2025年1月2日，澳門通與深圳通聯合推出「深澳一卡通」。與「深港一卡通」類似，該卡具有符合交通聯合卡標準的深圳通電子錢包和澳門通電子錢包，分別使用人民幣和澳門幣加值。

## 種類及價格

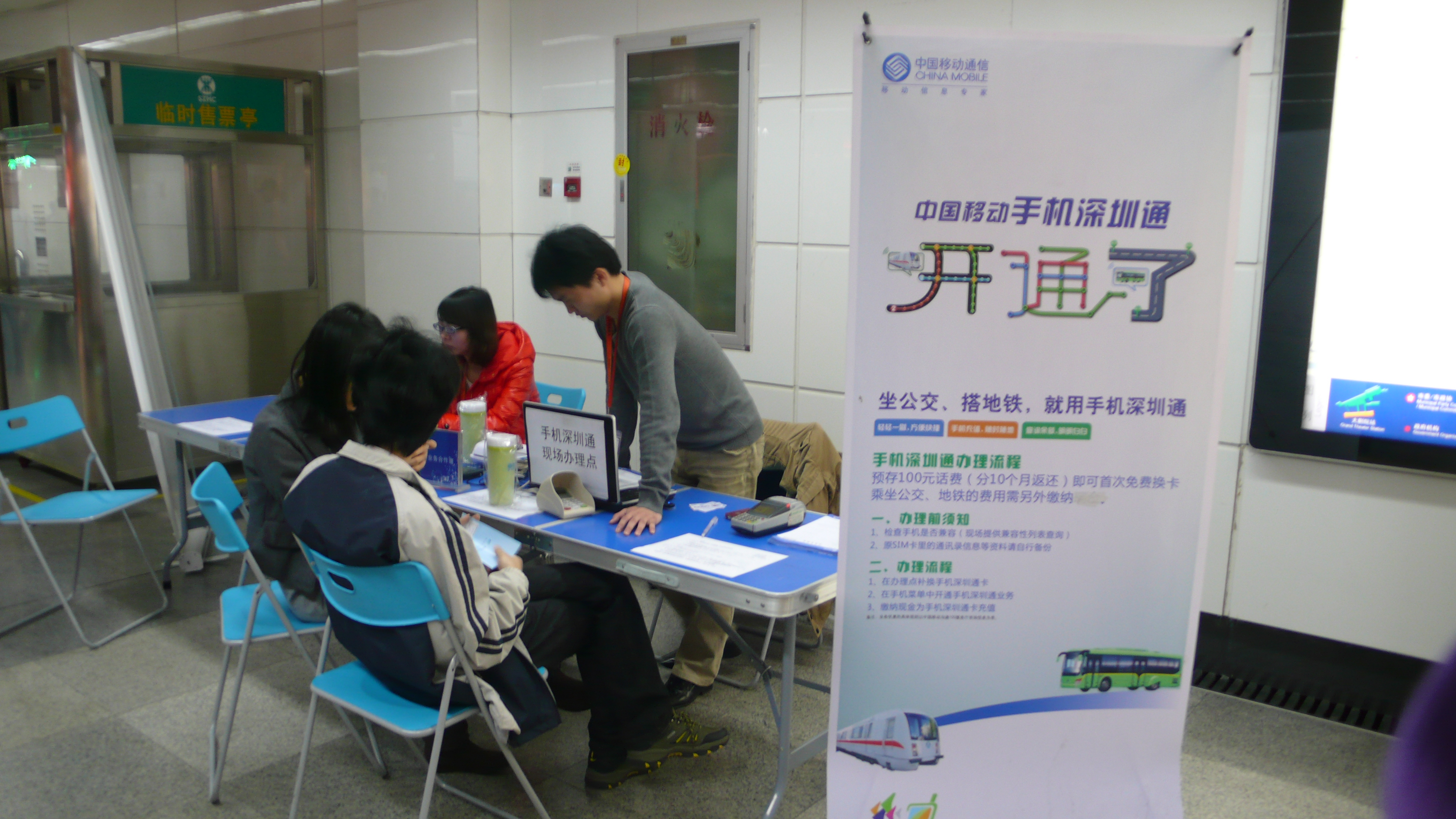
深圳通公司在深圳地铁大剧院站推广手机深圳通的宣傳看板。

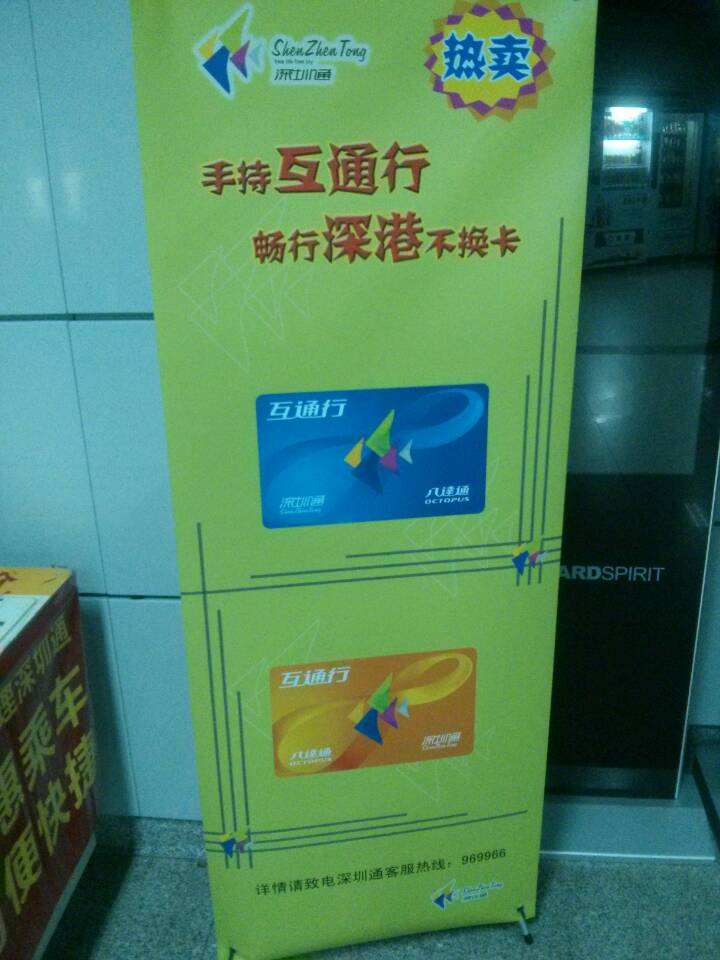
深圳通公司在深圳地鐵深大站推廣「互通行」的宣傳看板。值得一提的是，看板上方為原定僅在深圳地區發行的深藍色款普通版「互通行」，下方為原定僅在香港地區發行的橘黃色款普通版「互通行」。但在實際操作中，深港兩地發行的普通版「互通行」均為圖中下方的橘黃色款，而圖中上方的深藍色款要到2014年1月19日才正式發售，在香港更有少部份港鐵車站發售深藍色款卡。其後在深圳地區已改為發售「互通行·前海」。

### 一般卡種
- 押金卡 （押金20元/張，不记名卡，不可挂失，可按规定退卡[註 2]）
- 纪念卡 （不记名卡，无押金，不可透支，按市场需求自主定价发行；退卡时购卡费用不退，只能退还卡内余额，如在质保期（第一笔消费交易3个月）内，卡表面完好，卡芯读不到的坏卡，可换新卡。）

### 特殊卡種
- 特殊优惠卡（学生卡、残疾人卡、优抚卡、儿童乘车卡等，须按规定在客服網點办理）
- 银行联名卡
- 企业定制卡
- 手机深圳通（适用于中国移动、中国联通及中国电信深圳用户）（已絕版）
- 互通行卡（深圳通八達通二合一聯名卡，人民幣、港幣雙帳戶）（已絕版）[17]：
- 深港一卡通（深圳通八達通二合一聯名卡，人民幣、港幣雙帳戶，符合交通联合标准）
- 深澳一卡通（深圳通澳門通二合一聯名卡，人民幣、澳門幣雙帳戶，符合交通联合标准）

在早期由深圳市交通局、深圳地鐵和深圳通有限公司發行的「深圳通」卡均與香港的八達通一樣使用了Sony公司FeliCa的RFID晶片卡，這是因為當時深圳地鐵和深圳市交通局均希望其系統可兼容香港的八達通，使兩種卡在兩地互通。可是因涉及貨幣的自動兌換，如何將人民幣金額轉化為港幣金額的問題未能達成共識而進度緩慢，不過商議已開始有進展。八達通跟嶺南通於2011年8月23日簽定合作協議，而八達通也於2012年8月宣佈年內將推出深圳通八達通二合一聯名卡。
然而早期的「深圳通」卡是由日本Sony公司直接供貨，其高昂的卡片成本，封閉的卡片標準和漫長的供貨周期（最長為四個月），在2006年至2007年間便經常出現供應短缺的情況，直至2007年12月，深圳通有限公司決定改用由中國內地握奇數據系統有限公司生產，使用德國英飛凌提供的TimeCOS®FLY芯片，符合ISO/IEC 14443標準的Type A卡之後（2008年1月15日起推出），「深圳通」卡供不應求的情況才有所改善。
不過深圳通和八達通的聯名卡 - 「互通行」則仍然使用Sony公司FeliCa的RFID晶片卡，以配合該卡「一卡一芯雙錢包」運作方式，其中深藍色款的深圳版本「互通行」卡已於2014年1月19日開售，但在2016年起已改為發售「互通行·前海」，直至2023年被具有符合交通联合卡标准的深圳通电子钱包和八达通电子钱包之第二代互通行（即“深港一卡通”）取代。
由于深圳通尚未完成升级为岭南通，故目前尚未推出「嶺南通·深圳通」，唯於2015年2月1日起岭南通可於部份深圳通設備上使用。當嶺南通公司跟八達通卡有限公司推出新一代「一卡一芯雙錢包」運作方式的「嶺南通·八達通」推出後，嶺南通已於2015年於部份深圳通設備上使用，但直至2019年9月，當深圳通正式推出带有“交通联合”標誌的“全国交通一卡通”後該卡才被命名為「嶺南通·深圳通」，但該卡並沒有嶺南通應用，在深圳以外也不享受嶺南通優惠。

## 購卡、退卡及增值

### 購卡

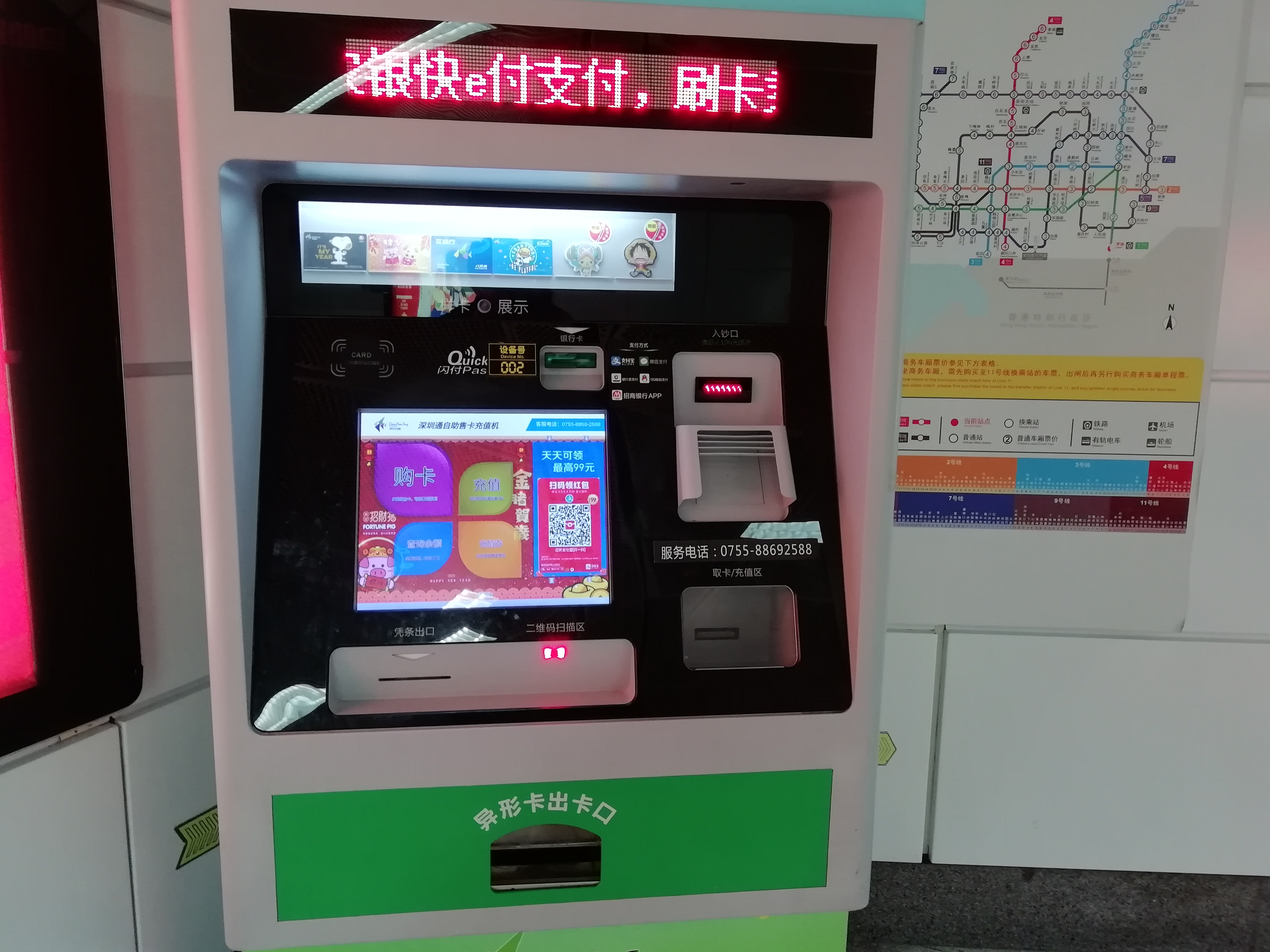
深圳通自助购卡、充值机，支持现金、银行卡、支付宝和微信支付。

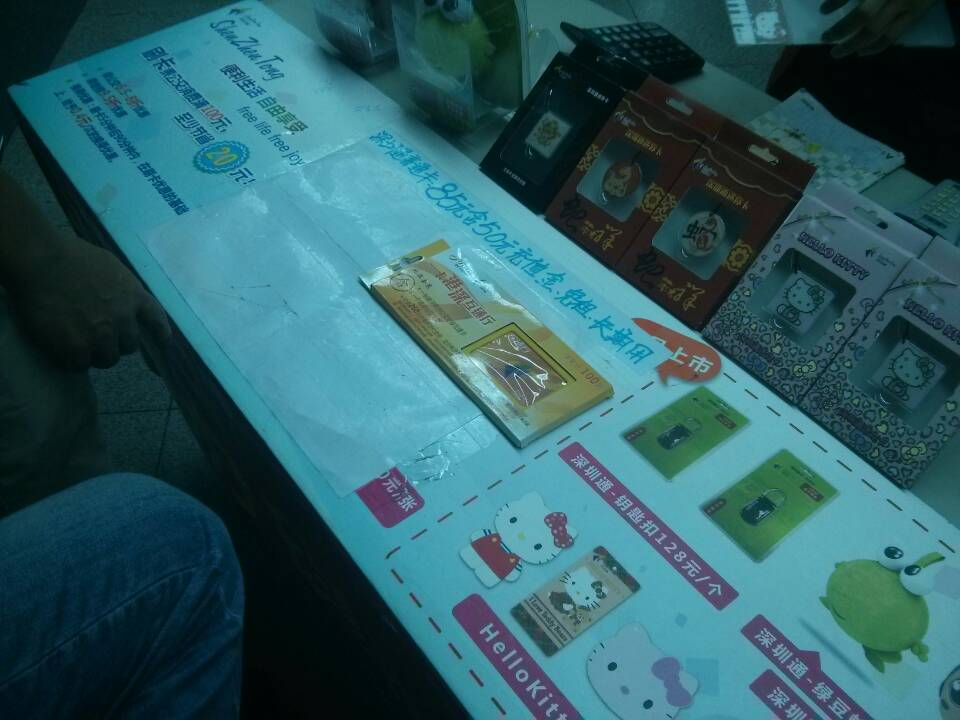
深圳地鐵羅湖站非付費區域有原定僅在香港地區發行的「互通行」普通版（橘黃色款）在售，而深藍色款卻直至2014年1月19日才正式發售。

- 深圳地铁沿线各站客服中心
- 深圳通自助售卡/充值機
- 鵬淘APP、深圳通APP
- 平安银行
- 7-11便利店
- 万店通便利店
- 百里汇便利店
- 美宜佳便利店
- 深圳市邮政局各支局
- 深圳通客服中心及各客服分部
- 香港部分OK便利店[註 3]
- 香港八達通網上商店[註 4]

### 退卡
- 深圳市邮政局各支局（餘額超過100元人民幣者不適用）
- 深圳通客服中心及各客服分部

### 增值

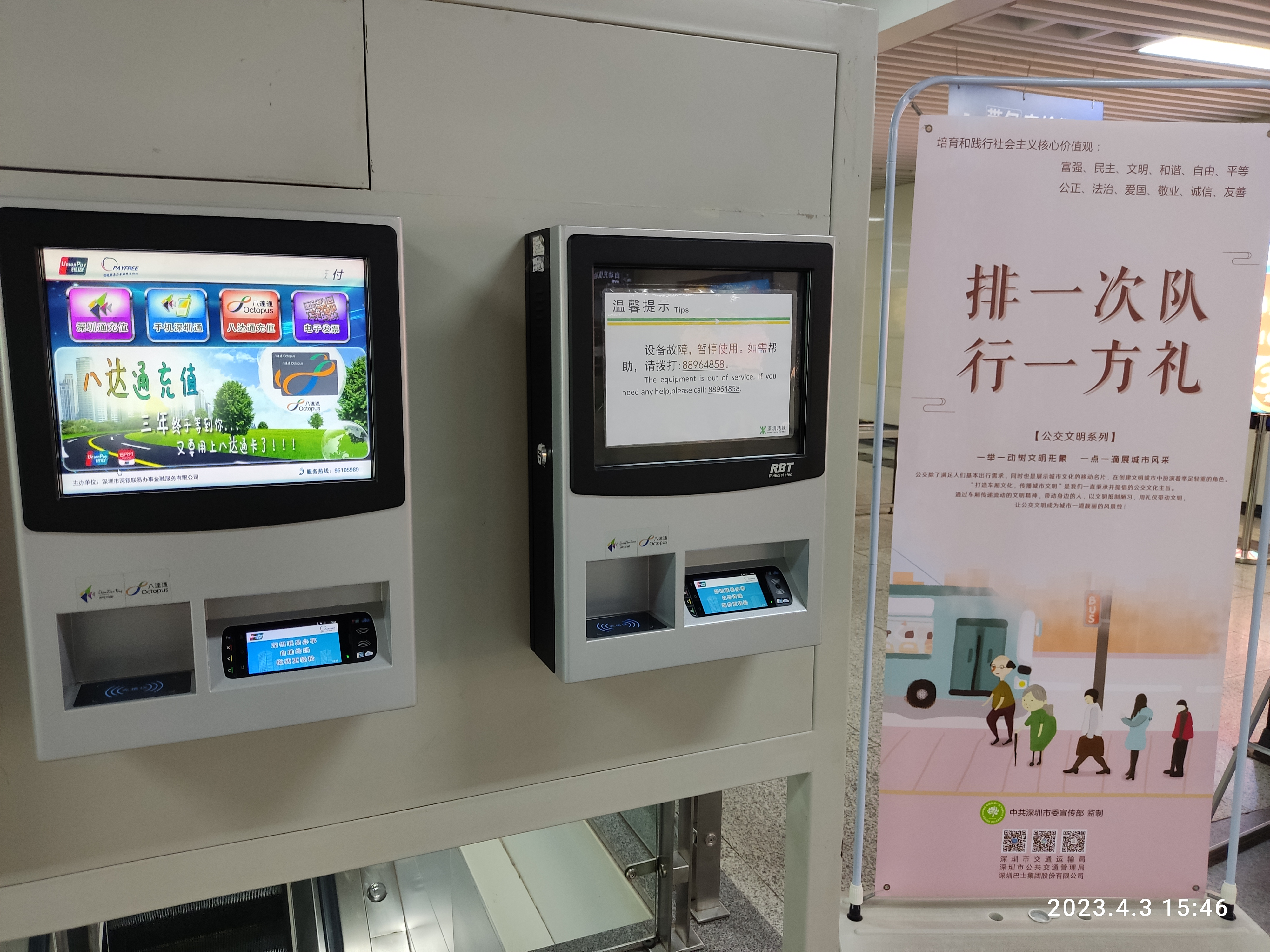
深圳地鐵新秀站内的深圳通銀行卡自助增值机，可進行深圳通和八达通的充值。僅接受銀行卡支付（闪付）和通過支付宝，微信支付的行動支付

#### 增值方式
深圳通的增值方式主要分為三種：
- 插卡增值：將深圳通插入自助增值機完成充值手續，適用於卡片式深圳通。
- 感應增值：將深圳通輕觸感應器完成充值手續，適用於任何形式的深圳通。
- 空中增值：通過專門的充值機、POS機、網上營業廳或官方移动应用“深圳通”完成充值手續，適用於手機深圳通及部份銀行聯名卡。同时，在深圳地铁各站设置的深圳通銀行卡自助增值机除了可以增值深圳通外，也可以增值八达通。但充值金额是以港币为单位，並以当日人民幣對港幣汇率进行扣款。

#### 增值地點
- 深圳地鐵沿線各站客服中心、自助增值機（現金機、銀行卡機等）
- 鵬淘APP、深圳通APP
- 深圳通各客服网点
- 平安银行
- 中国银行自助增值终端机
- 交通银行自助增值终端机
- 农村商业银行自助增值终端机
- 深圳市邮政局各支局
- 7-11便利店
- 万店通便利店
- 百里臣便利店
- 百里汇便利店
- 美宜佳便利店
- 吉之島
- 中国移动、中国联通服务厅POS机（仅限手机深圳通）

## 適用範圍和刷卡優惠

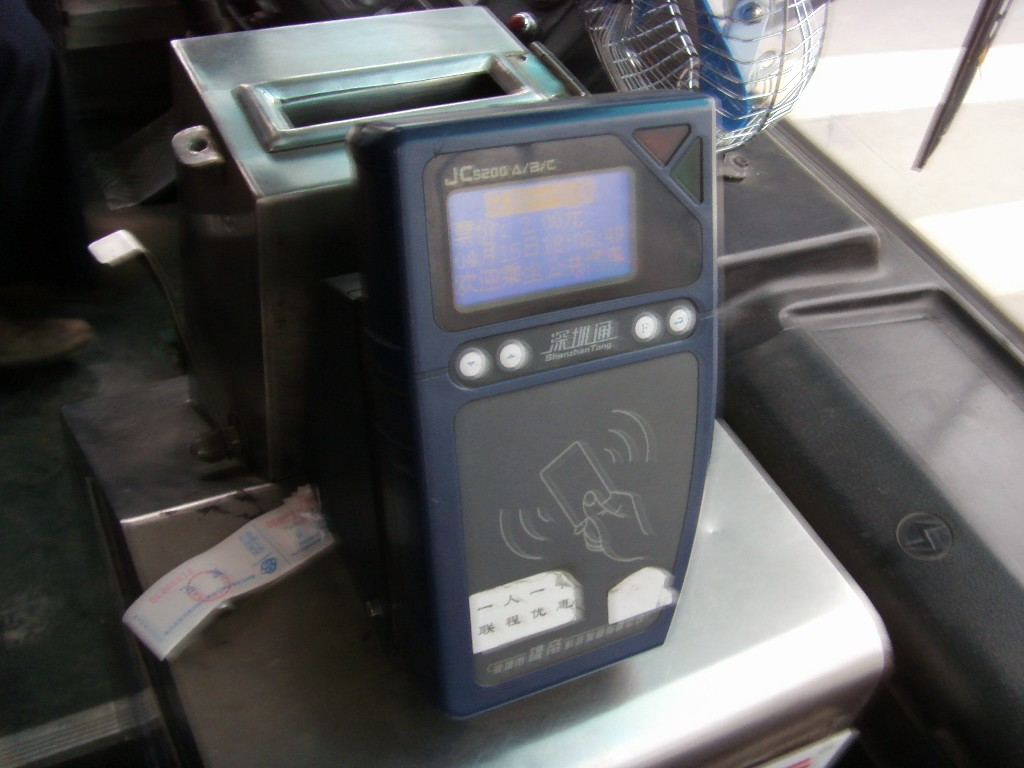
公共汽车上的深圳通终端（已被新版终端替代）

### 交通領域
- 深圳地鐵
- 深圳公交巴士
- 深圳有轨电车
- 坪山云巴1号线
- 深圳市内部分的士
- 深圳市内部分停車場
- 全国交通一卡通互联互通地区（仅限岭南通·深圳通）

### 刷卡優惠
公交乘車優惠
使用“深圳通”乘坐深圳市内公交線路，乘客享受票價優惠：票價3元或以下部分8折優惠，3元以上6元或以下部分7.5折優惠，6元以上部分6.5折優惠。
地鐵乘車優惠
使用“深圳通”乘坐深圳地鐵線路，乘客享受9.5折票價優惠。
換乘優惠
使用“深圳通”的乘客，在刷卡後90分鐘內，在不同的公交線路間、在公交線路與地鐵間、在地鐵與公交線路間換乘，在刷卡優惠的基礎上，給予0.4元/人次的換乘優惠。
“深圳通学生卡”优惠
使用“深圳通学生卡”乘坐深圳市内巴士线路、深圳地铁和深圳有轨电车，乘客享受全票价5折优惠。

### 小額消費（於2024年4月28日停止服務）
（不支持手機深圳通）
- 吉之島
- 華潤萬家超市
- VanGO便利店
- 7-11便利店
- 百里臣便利店
- 百里汇便利店
- 美宜佳便利店

## 卡樣展示

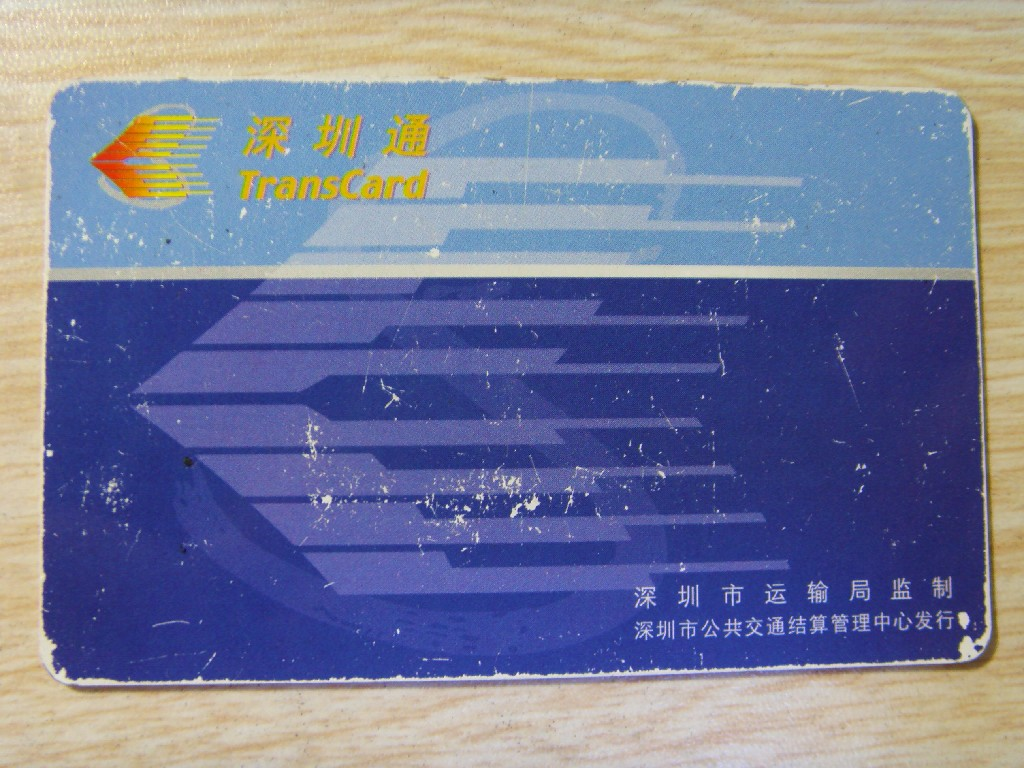
由深圳市公共交通结算中心发行的旧版深圳通
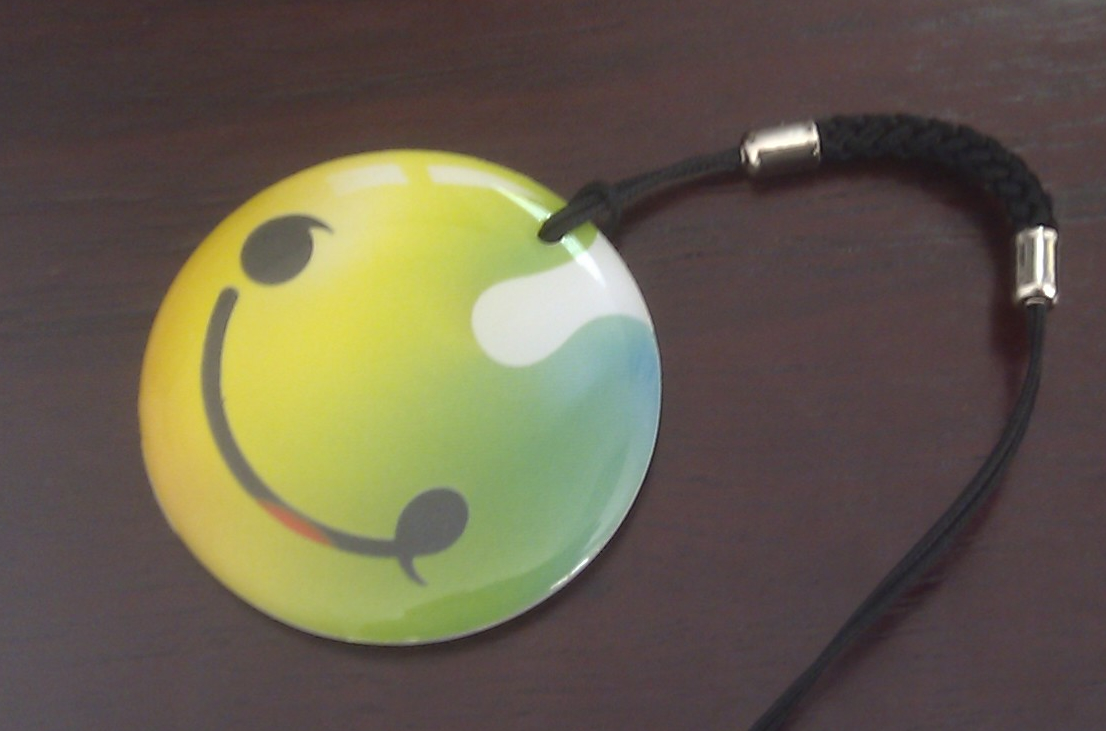
大运UU迷你卡，在深圳大运会期间发行

## 微信小程序
2018年1月，深圳通推出深圳通+微信小程序，在微信安裝小程序後，不需要實體深圳通卡，通过小程序可掃二維碼作深圳通使用，乘搭公交、地铁、購物。
2022年4月，因应2019冠状病毒病疫情，乘坐深圳公交车需进行防疫扫码核验，深圳通+微信小程序支持防疫出行“一码通行”功能。2022年12月，随着疫情防控要求调整，乘坐深圳公交车不再查验健康码，深圳通+微信小程序“一码通行”功能亦自动取消。

## 外部連結
- 深圳通有限公司 （页面存档备份，存于）